# Camp d'handbol

Camp d'handbol

El camp d'handbol, és una pista de joc format per un rectangle de 40 m de llarg per 20 m d'ample, dividit per la línia de mig camp en dues meitats i amb sengles porteries a cada extremitat. El centre del terreny de joc està indicat amb un punt situat al mig de la línia de mig camp. El terra és normalment de ciment o de parquet. L'àrea de joc ha d'estar envoltada per una zona de seguretat d'una amplada d'un metre al llarg de la línia de banda i de dos metres darrere de la línia de gol, com a mínim.

### Línies i límits
La superfície de totes les línies forment part de la zona que limiten. Són de 5cm d'amplada, excepte la línia de gol de 8cm. Les dues línies més llargues són les línies de banda i les dues més curtes, les línies de fons. La línia de gol, de 8 cm d'ample, està delimitada pels dos pals de la porteria i és un segment de la línia de fons.
La línia de cop franc és una línia discontínua traçada a 9 metres de distància paral·lelament a la línia de l'àrea de porteria. La línia de set metres, d'un metre de llarg, està traçada davant del centre de la porteria paral·lelament a la línia de gol, a 7 m de distància i marca el punt des d'on es llancen els penals.
Una curta línia de 15 cm paral·lela a la porteria a quatre metres limita el radi d'acció del porter, només en cas de penals. El porter pot avançar fins a aquesta línia per defensar-se d'un llançament des de set metres. La línia de canvis de 4,5 m és un segment de la línia lateral, per a cada equip marcada a partir de la línia de mig camp.

### L'àrea de porteria
L'àrea de porteria es situa davant de la porteria, i està delimitada per la línia d'àrea de porteria, amb un segment recte de 3 m de llargada traçat paral·lelament a la línia de gol, a 6 metres de distància, i per un quart de circumferència de 6 metres de radi a cada extrem.

### La porteria
Ambdues porteries al mig de les sengles línies de fons per darrere de la línia de gol, tenen dos pals verticals units per un travesser horitzontal a dues metres d'alçada, delimitant l'espai on s'ha d'introduir la pilota. Els pals tenen un gruix de 8 cm i han d'estar pintats en dos colors contrastats (normalment vermell i blanc) que destaquin clarament sobre el fons. La porteria ha d'estar equipada, a la part posterior, amb una xarxa de manera que la pilota que hi entra no pugui rebotar ni sortir-ne.